# لين بيرمان
لين بيرمان (بالإنجليزية: Len Berman)‏ هو صحفي أمريكي، ولد في 14 يونيو 1947 في بروكلين في الولايات المتحدة.